# Dorothee Dormann
Dorothee Dormann (nascida Dorothee Schmid; Schorndorf, Baden-Württemberg, 1976) é uma bioquímica e bióloga celular alemã.
Publicou até 2007 também com seu nome de solteira Schmid.
Dorothee Dormann estudou bioquímica a partir de 1996 na Universidade de Tübingen e em 1999/2000 na Universidade da Carolina do Norte. Obteve o diploma em 2002 em Tübingen (orientada por Ralph Steinman da Universidade Rockefeller). Seguiu para a Universidade Rockefeller, onde obteve em 2007 um doutorado, orientada por Christian Münz. Trabalhou no pós-doutorado com Christian Haass no Deutsches Zentrum für Neurodegenerative Erkrankungen (DZNE) e na Universidade de Munique, onde é desde 2014 diretora de grupo (Emmy Noether Forschungsgruppe) no Biomedizinisches Zentrum (BMC) e catedrática de biologia celular.
Recebeu o Prêmio Heinz Maier-Leibnitz de 2014 e o Prêmio Paul Ehrlich e Ludwig Darmstaedter para Jovens Investigadores de 2019.

## Publicações selecionadas
- como D. Schmid com C. Paludan, C. Münz u. a.: Endogenous MHC class II processing of a viral nuclear antigen after autophagy, Science, Volume 307, 2005, p. 593–596
- como D. Schmid com M. Pypaert, C. Münz: MHC class II antigen loading compartments continuously receive input from autophagosomes, Immunity, Volume 26, 2007, p. 79–92
- com A. Capell, C. Haass u. a. :Proteolytic processing of TAR DNA Binding Protein-43 by caspases produces C-terminal fragments with disease defining properties independent of progranulin,  J Neurochem., Volume 110, 2009, p. 1082–1094
- com R. Rodde, C. Haass u. a.: ALS-associated FUS mutations disrupt Transportin-mediated nuclear transport,  EMBO J., Volume 29, 2010, p. 2841–57
- com C. Haass: TDP-43 and FUS – A nuclear affair,  Trends Neurosci., Volume 34, 2011, p. 339–348
- com T. Madl, C. Haass u. a.: Arginine methylation next to the PY-NLS modulates Transportin binding and nuclear import of FUS,  EMBO J., Volume 31, 2012, p. 4258–4275
- com E. Bentmann E, C. Haass u. a.: Requirements for stress granule recruitment of Fused in sarcoma (FUS) and TAR DNA-binding protein of 43 kDa (TDP-43),  J Biol Chem., Volume 287, 2012, p. 23079–2394
- com E. Bentmann, C. Haass: Stress granules in neurodegeneration – lessons learnt from FUS and TDP-43, FEBS J., Volume 280, 2013, p. 4348–4370
- com C. Haass: Fused in Sarcoma (FUS): An oncogene goes awry in neurodegeneration, Mol Cell Neurosci., Volume 56, 2013, p. 475–486
- com H. A. Bowden: Altered mRNP granule dynamics in FTLD pathogenesis,  J Neurochem., Volume 138, 2016,  Suppl 1, p. 112–133.
- com H. Ederle: TDP-43 and FUS – en route from the nucleus to the cytoplasm, FEBS Letters, Volume 591, 2017, p. 1489–1507
- com M. Hofweber u. a.:  Phase separation of FUS is suppressed by its nuclear import receptor and arginine methylation, Cell, Volume 173, Caderno 3, 2018, p. 706–719